# National Confederation of Eritrean Workers
National Confederation of Eritrean Workers (NCEW) är en eritreansk facklig centralorganisation, grundad 1979 under namnet National Union of Eritrean Workers. Den är medlem i Internationella fackliga samorganisationen (IFS) och Organization of African Trade Union Unity (OATUU). Organisationen har därutöver nära band till den italienska fackföreningsrörelsen.
NCEW höll sin första kongress så sent som hösten 1994. Deras verksamhet är beroende av bistånd utifrån. Av de 26 000 medlemmarna är omkring 6 000 kvinnor. Genom kvotering försöker man få in fler kvinnor i styrelsen och organisationen har en särskild kvinnokommitté.
I mars 2008 hölls en facklig konferens i Asmara.